# Amleto Palermi
Amleto Palermi (né le 11 juillet 1889 à Rome et mort le 20 avril 1941 à Rome) est un réalisateur, scénographe et acteur italien actif durant la période du muet.

## Biographie
Bien que né à Rome, Palermi grandit à Palerme où son père est directeur du Journal de Sicile. En 1913, Palermi retourne à Rome où il est journaliste puis scénariste pour le cinéma muet. En 1914, il travaille sur le film L'orrendo Blasone, produit par la Gloria Films (it), et devient un réalisateur très demandé. En 1928, il réalise le film Le confessioni di una donna avec sa propre maison de production, la S.A.C.I. di Amleto Palermi.
La Première Guerre mondiale ayant plongé l'industrie cinématographique italienne dans une crise, Palermi se rend en Allemagne où il réalise un nombre appréciable de pellicules. Il retourne à Rome, alors que le cinéma sonore était déjà bien implanté, et continue de réaliser des films.
Il meurt en 1941 d'une méningite, laissant son épouse Ida Molinaro et deux enfants.

## Filmographie partielle

### Comme réalisateur
- 1917 : La Bohème (it)
- 1918 : Il piacere
- 1918 : Carnevalesca
- 1922 : La Seconde Madame Tanqueray (it) (La seconda moglie)
- 1923 : La Dame de chez Maxim's
- 1923 : Le Roi du Jazz (L'uomo più allegro di Vienna)
- 1926 : Les Derniers Jours de Pompéi (Gli ultimi giorni di Pompei)
- 1927 : Florette et Patapon (it) (Florette e Patapon)
- 1932 : La vecchia signora
- 1933 : Il treno delle 21,15 (it)
- 1933 : Non c'è bisogno di denaro (it)
- 1933 : La segretaria per tutti
- 1934 : Creature della notte (it)
- 1935 : Porto
- 1937 : Il corsaro nero
- 1939 : Naples d'autrefois (it) (Napoli che non muore)
- 1939 : Cavalleria rusticana (it)
- 1940 : Totò, apôtre et martyr (San Giovanni decollato)
- 1940 : Il signore della taverna
- 1940 : Le Salaire du péché (La peccatrice)
- 1941 : L'allegro fantasma
- 1941 : L'elisir d'amore (it)

### Comme scénariste
- 1918 : Il piacere

### Comme acteur
- 1910 : Jean de Médicis